# Куно фон Баден
Куно фон Баден (на немски: Cuno von Baden; † 5 януари 1168/1169) от фамилията фон Ленцбург в Ааргау е граф на Ленцбург, Баден, от 1167 г. граф в Цюрихгау в Швейцария.
Той е син на граф Арнолд II фон Ленцбург († 1127/1130) и съпругата му Хема († сл. 1127). Внук е на граф Улрих II фон Ленцбург († сл. 1077) и Рихенца фон Хабсбург († 1106), дъщеря на граф Радебото фон Хабсбург († 1045) и Ита фон Лотарингия († сл. 1035), дъщеря на херцог Фридрих I от Горна Лотарингия и Беатрис Френска. 
Брат е на граф Улрих V фон Баден-Цюрихгау († 1133), граф Арнолд IV фон Баден-Цюрихгау († 1172) и на граф Вернер фон Баден († 1159), фогт на църквата в Цюрих (1145/1149).
Братята поемат собственостите в Цюрихгау. Главната им резиденция е замък Щайн в Баден. Клонът Баден е тясно свързан с Хоенщауфените. Император Фридрих I Барбароса им дава също графства в Италия.

## Фамилия
Куно фон Баден се жени за Аделхайд фон Щефлинг (* ок. 1150), дъщеря на ландграф Ото II фон Щефлинг († 1175) и Аделхайд фон Вителсбах. Те нямат деца.
Аделхайд фон Щефлинг се омъжва втори път за Куно I фон Тойфен († сл. 31 юли 1188).